# Los Tojos
Los Tojos és un municipi de la Comunitat Autònoma de Cantàbria. Està situat al sud-est de la comunitat i a uns 62 quilòmetres de la capital, Santander.
Es troba encaixat en la part alta del vall del Saja. Limita al nord amb Cabuérniga i Ruente, a l'est amb Molledo i Bárcena de Pie de Concha, a l'oest amb Cabuérniga i la Mancomunitat Campoo-Cabuérniga i al sud amb la Mancomunitat Campoo-Cabuérniga i amb l'Hermandad de Campoo de Suso.

## Localitats
- Bárcena Mayor, 75 hab., dels quals 14 viuen disseminats
- Correpoco, 56 hab.
- Saja, 105 hab., dels que 1 viu disseminat.
- El Tojo, 64 hab., d'ells en el nucli viuen 28 hab i 36 disseminats
- Los Tojos (Capital), 112 hab., d'ells 10 disseminats.

## Demografia
| 1900 | 1910 | 1920 | 1930 | 1940 | 1950 | 1960 | 1970 | 1980 | 1990 | 2000 | 2005 |
| ---- | ---- | ---- | ---- | ---- | ---- | ---- | ---- | ---- | ---- | ---- | ---- |
| 804  | 764  | 829  | 819  | 866  | 790  | 706  | 498  | 406  | 420  | 398  | 409  |

## Administració
| Eleccions municipals, 25 de maig de 2003 |      |        |          |
| Partit                                   | Vots | %      | Regidors |
| PP                                       | 121  | 34,47% | 3        |
| PRC                                      | 105  | 29,91  | 2        |
| PSOE                                     | 121  | 34,47% | 2        |

| Eleccions municipals, 27 de maig de 2007 |      |        |          |
| Partit                                   | Vots | %      | Regidors |
| PP                                       | 214  | 54,73  | 4        |
| PRC                                      | 86   | 21,99% | 2        |
| PSOE                                     | 86   | 21,99% | 1        |